# Belo Monte (Alagoas)
Belo Monte es un municipio brasileño del estado de Alagoas. Su población estimada en 2010 era de 7032 habitantes.

## Historia
La explotación del río São Francisco, a partir de 1850, posibilitó una serie de nuevos descubrimientos a los leñadores de la región. Al llegar el río Ipanema, fue encontrado, en su margen, un camino abierto para el interior, descubriendo, en realidad, el camino que llevaba a Pesqueira, en Pernambuco. Exactamente en el punto de encuentro entre los dos caminos surgió un núcleo poblacional, donde misioneros, colonizadores y comerciantes de los centros mayores hacían sus negocios. Ese lugar es conocido en la actualidad como Barra de Ipanema.
Fue desde esa localidad que partió un ciudadano —cuyo nombre no fue registrado— con destino a la región actualmente ocupada por el municipio de Belo Monte, iniciando su trabajo en una hacienda de ganado. La Ley Provincial n.º. 960, de 1885, creó a parroquias. En 1886, fue elevada a la condición de villa, ya con el nombre de Bello Monte. Desde ahí sufrió muchas modificaciones en su estructura político-administrativa. Fue anexada e incorporada por otros municipios vecinos varias veces. En 1947, la sede fue transferida para la entonces Vila de Batalhav, permaneciendo Belo Monte como un distrito. Solo en 1958 consiguió su autonomía.